# Baluvanahalli, Sidlaghatta
Baluvanahalli là một làng thuộc tehsil Sidlaghatta, huyện Kolar, bang Karnataka, Ấn Độ.